# Савко, Александр Андреевич
Александр Андреевич Савко (род. 1957, Бендеры) — российский художник. 

## Биография
Родился в 1957 году в городе Бендеры Молдавской ССР.
С 1974 по 1981 год учился на отделении сценографии в Одесском театрально–художественном училище.  В конце 1990-х годов работал в сквоте на Бауманской в Москве, рядом с Авдеем Тер-Оганьяном, Владимиром Анзельмом, Валерием Кошляковым, Владимиром Дубоссарским, Юрием Шабельниковым и др.
В августе 2011 года в городе Таруса Калужской области районный суд признал экстремистским материалом работу Александра Савко из серии «Путешествия Микки Мауса по истории искусства» (1995) с измененной гравюрой Юлиуса Шнорр фон Карольсфельда со сценой Нагорной проповеди и Микки Маусом в роли Спасителя. В 2012 году работа была внесена в Федеральный список экстремистских материалов (п. 1271).

## Персональные выставки
- 2022  — «Сокрушители грёз». Галерея «Файн Арт», Винзавод. Москва.
- 2019  — «Герои — Super». Музей современного искусства «Эрарта». Санкт-Петербург.
- 2018 — «Супрематическая трагедия». Галерея «Файн - Арт». Москва.
- 2015 — «Герои супер». Галерея Веры Погодиной, Москва.
- 2014 — «Сон разума». Галерея М. Гельмана, Москва.
- 2013 — «Кино, вино и ...». Кишиневский центр современного искусства, Кишинёв, Молдова.
- 2013 — «THE WAY SHE MOVES». Государственная галерея на Солянке, Москва.
- 2010 — «Молдавский киноплакат», совместно с Юрием Хоровским, Дом Кино, Москва.
- 2007 — «Демоны моей мечты». Айдан галерея, Москва.
- 2006 — «Просто Венера». Айдан галерея, Москва.
- 2004 — «Новый герой». Галерея «Каренина», Вена, Австрия.
- 2003 — «Краткая история искусства». Галерея «Аргентум», Москва.
- 2003 — «Ретроспектива со скидкой». Галерея «Сэм Брук», Москва.
- 2003 — «Война и мир» (совм. с К. Звездочетовым). Галерея «С’АРТ», Москва.
- 2002 — «Heile, heile Welt». Галерея Паулы Беттчер, Берлин, Германия.
- 2002 — «Новые русские сказки». Галерея «С’АРТ», Москва
- 1996 — «Школа киллеров». Галерея Марата Гельмана, Москва.